# Touro Moreno
Adegard Câmara Florentino, mais conhecido como Touro Moreno (Resplendor-MG, 1938), é um ex-pugilista e lutador de vale-tudo do Brasil, notório por ter empatado o embate que fez contra Waldemar Santana, que na época havia vencido a lenda Hélio Gracie. Esta luta serviu de inspiração para o documentário "Touro Moreno", de 2007, que fala sobre sua trajetória.

## Biografia
Touro Moreno é pai de dezoito filhos, sendo os mais famosos Esquiva e Yamaguchi Falcão.
Segundo o próprio, foi quando estava servindo o Exército que descobriu que tinha talento para lutar. Aos 21 anos, mesmo "analfabeto em lutas", empatou sua primeira luta de vale-tudo. O oponente era Nilo Gutierrez, sargento da Aeronáutica e professor dos Gracie. 
Foi por volta de 1957 que passou a treinar artes marciais. Conquistou a faixa marrom de jiu-jitsu brasileiro com os Gracies. E no judô, a faixa marrom com o mestre Yamaguchi, no Espírito Santo.

### Famosa luta contraWaldemar Santana
Após vencer uma luta contra o irmão de Waldemar Santana, o mesmo se prontificou a lutar com ele. Após 3 rounds de 10 minutos, a luta terminou empatada. Naquela época, só haveria um vencedor se houvesse desistência do oponente. Segundo Touro, "só ele bateu. Mas eu só perderia se houvesse desistência. O público é que não gostou muito, vaiou bastante, porque eu apanhava e não batia. No começo, havia mil pessoas e no final acabaram ficando umas duzentas. Eu fiquei ali igual galo de briga. Fiquei mais de 20 dias no hospital. Estraguei tudo, olho inchado, perdi dente."

### Luta contra um pugilista 44 anos mais novo
Em 2014, aos 76 anos, fez uma luta de boxe contra um pugilista 44 anos mais novo. A luta ocorreu na categoria peso-médio amador (até 75 kg) e foi contra o pugilista Fabrício Sales. O duelo ocorreu no ginásio Tancredão, em Vitória-ES. Pouco mais de 300 pessoas assistiram Touro Moreno vencer o primeiro round por 10 a 9, mas logo após o intervalo, aos 36s do 2º round, o árbitro central determinar a interrupção da luta, devido à desistência de Touro Moreno, que se mostrava ofegante e sem condições de prosseguir no embate.

### Documentário "Touro Moreno"
Em 2007, um documentário de média-metragem sobre sua vida foi lançado. Em 50 minutos, o cineasta capixaba Juliano Enrico, conta muitas de suas lutas, e apresenta o rudimentar ringue no quintal de casa, hoje de valor olímpico histórico para o Brasil. Afinal, foi ali que seus filhos Esquiva e Yamaguchi Falcão, medalhistas de prata e bronze em Londres-2012, deram alguns de seus primeiros passos no esporte.
O filme foi exibido para todo o país no 28º Programa da Série DOCTV III da Rede Pública de Televisão.